# Liste des sites et monuments classés de la wilaya de Mostaganem
Cet article présente une liste des sites et monuments classés de la wilaya de Mostaganem, en Algérie.

## Liste

### Mostaganem
| Id    | Identification du bien                                            | Datation      | Commune    | Coordonnées    | Catégorie du classement                     | Mesures et date de protection | Date de publication au Journal Officiel | Illustration    |                       |
| ----- | ----------------------------------------------------------------- | ------------- | ---------- | -------------- | ------------------------------------------- | --- | --------------------------------------- | --------------- | --------------------- |
| 27-1  | Bordj Et Tork (fort de l'Est)                                     | Médiévale     | Mostaganem | à géolocaliser | Classé                                      | Inscrit sur l'inventaire général des biens culturels immobiliers par arrêté du 14/07/2007, après avis favorable de la commission nationale des biens culturels tenu le 12/10/2006. | N° 60 du 26/09/2007                     |                 | Télécharger une image |
| 27-2  | Grande Mosquée de Mostaganem                                      | Médiévale     | Mostaganem | à géolocaliser | Classé                                      | Classé parmi les monuments historiques par arrêté du 19/10/1982, après avis favorable de la commission nationale des monuments et sites historiques tenu le 26/12/1979.            | N° 48 du 30/11/1982                     |                 | Télécharger une image |
| 27-3  | Dar El Kadi                                                       | Moderne       | Mostaganem | à géolocaliser | Inscription sur l'inventaire supplémentaire | Inscrit sur l'inventaire supplémentaire Arrêté signé par le wali N° 205 du 21/02/2009                                                                                              | Arrêté non pub au journal officiel      | Image manquante | Télécharger une image |
| 27-4  | Dar Hamid El Abd                                                  | Moderne       | Mostaganem | à géolocaliser | Inscription sur l'inventaire supplémentaire | Inscrit sur l'inventaire supplémentaire Arrêté signé par le wali N° 614 du 12/04/2012                                                                                              | Arrêté non pub au journal officiel      | Image manquante | Télécharger une image |
| 27-5  | Eglise Saint Jean Baptiste « mosquée El Badr »                    | Contemporaine | Mostaganem | à géolocaliser | Inscription sur l'inventaire supplémentaire | Inscrit sur l'inventaire supplémentaire Arrêté signé par le wali N° 545 du 01/04/2012                                                                                              | Arrêté non pub au journal officiel      |                 | Télécharger une image |
| 27-6  | Maison El Kaid                                                    | Moderne       | Mostaganem | à géolocaliser | Inscription sur l'inventaire supplémentaire | Inscrit sur l'inventaire supplémentaire Arrêté signé par le wali N° 206 du 21/02/2009                                                                                              | Arrêté non pub au journal officiel      |                 | Télécharger une image |
| 27-7  | Mausolée du Bey Mustapha Bouchlaghem et son épouse lala Aichouche | Moderne       | Mostaganem | à géolocaliser | Inscription sur l'inventaire supplémentaire | Inscrit sur l'inventaire supplémentaire Arrêté signé par le wali N° 204 du 21/02/2009                                                                                              | Arrêté non pub au journal officiel      |                 | Télécharger une image |
| 27-8  | Mausolée El Bey Mustapha Lahmar                                   | Moderne       | Mostaganem | à géolocaliser | Inscription sur l'inventaire supplémentaire | Inscrit sur l'inventaire supplémentaire Arrêté signé par le wali N° 207 du 21/02/2009                                                                                              | Arrêté non pub au journal officiel      | Image manquante | Télécharger une image |
| 27-9  | Mausolée Sidi Abdellah Boukabrine                                 | Moderne       | Mostaganem | à géolocaliser | Inscription sur l'inventaire supplémentaire | Inscrit sur l'inventaire supplémentaire Arrêté signé par le wali N° 209 du 21/02/2009                                                                                              | Arrêté non pub au journal officiel      | Image manquante | Télécharger une image |
| 27-10 | Palais du bey Mohamed El Kebir                                    | Moderne       | Mostaganem | à géolocaliser | Inscription sur l'inventaire supplémentaire | Inscrit sur l'inventaire supplémentaire Arrêté signé par le wali N° 544 du 01/04/2012                                                                                              | Arrêté non pub au journal officiel      | Image manquante | Télécharger une image |
| 27-13 | Vieille ville de Mostaghanem                                      | Médiévale     | Mostaganem | à géolocaliser | Secteur sauvegardé                          | Créé et délimité en secteur sauvegardé par Décret Exécutif n° 15-209 du 27/07/2015, après avis favorable de la commission nationale des biens culturels tenu le 22/10/2013.        | N° 43 du 12/08/2015                     |                 | Télécharger une image |

### Autres communes
| Id    | Identification du bien         | Datation  | Commune       | Coordonnées    | Catégorie du classement                     | Mesures et date de protection                                                          | Date de publication au Journal Officiel | Illustration    |                       |
| ----- | ------------------------------ | --------- | ------------- | -------------- | ------------------------------------------- | -------------------------------------------------------------------------------------- | --------------------------------------- | --------------- | --------------------- |
| 27-11 | Port Kiza                      | Antique   | Sidi Belattar | à géolocaliser | Inscription sur l'inventaire supplémentaire | Inscrit sur l'inventaire supplémentaire Arrêté signé par le wali N° 543 du 01/04/2012  | Arrêté non pub au journal officiel      | Image manquante | Télécharger une image |
| 27-12 | Remparts de la commune El Sour | Médiévale | Sour          | à géolocaliser | Inscription sur l'inventaire supplémentaire | Inscrit sur l'inventaire supplémentaire Arrêté signé par le wali N° 546 du 01/04/ 2012 | Arrêté non pub au journal officiel      |                 | Télécharger une image |